# Собовиці (Свентокшиське воєводство)
Собовиці (пол. Sobowice) — село в Польщі, у гміні Імельно Єнджейовського повіту Свентокшиського воєводства.
Населення — 362 особи (2011).
У 1975-1998 роках село належало до Келецького воєводства.

## Демографія
Демографічна структура на день 31 березня 2011 року:
|          | Загалом | Допрацездатний вік | Працездатний вік | Постпрацездатний вік |
| -------- | ------- | ------------------ | ---------------- | -------------------- |
| Чоловіки | 181     | 38                 | 115              | 28                   |
| Жінки    | 181     | 33                 | 95               | 53                   |
| Разом    | 362     | 71                 | 210              | 81                   |